# 布若祖夫主显圣容圣殿
布若祖夫主显圣容圣殿（Bazylika kolegiacka pw. Przemienienia Pańskiego w Brzozowie）是一座次级宗座圣殿、协同教堂、堂区教堂，位于波兰布若祖夫，巴洛克风格，建于1676–1686年，1688年祝圣。两座钟楼建于1718–1724年。1989年成为波兰文物古迹。2017年由教宗方济各升格为次级宗座圣殿。

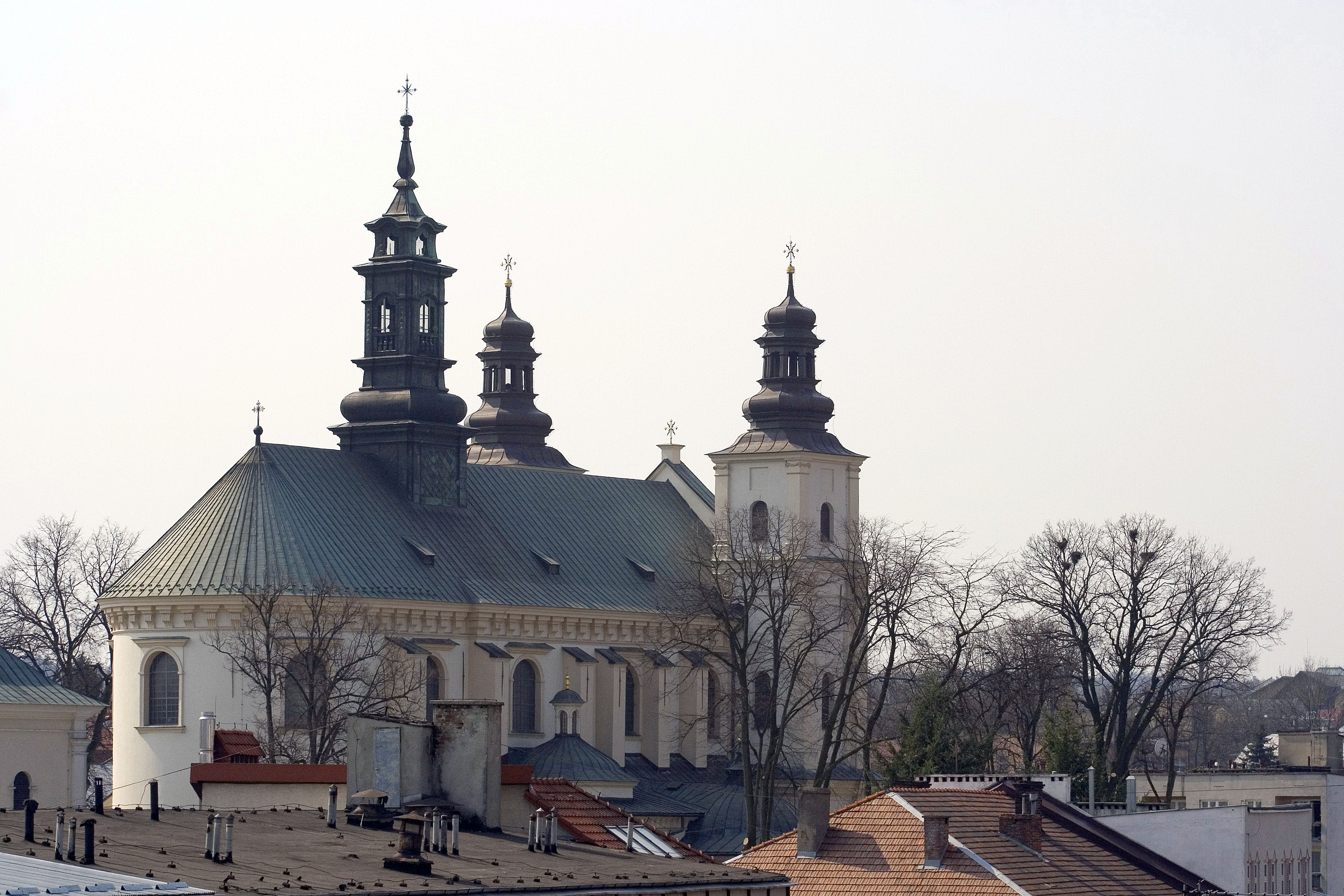
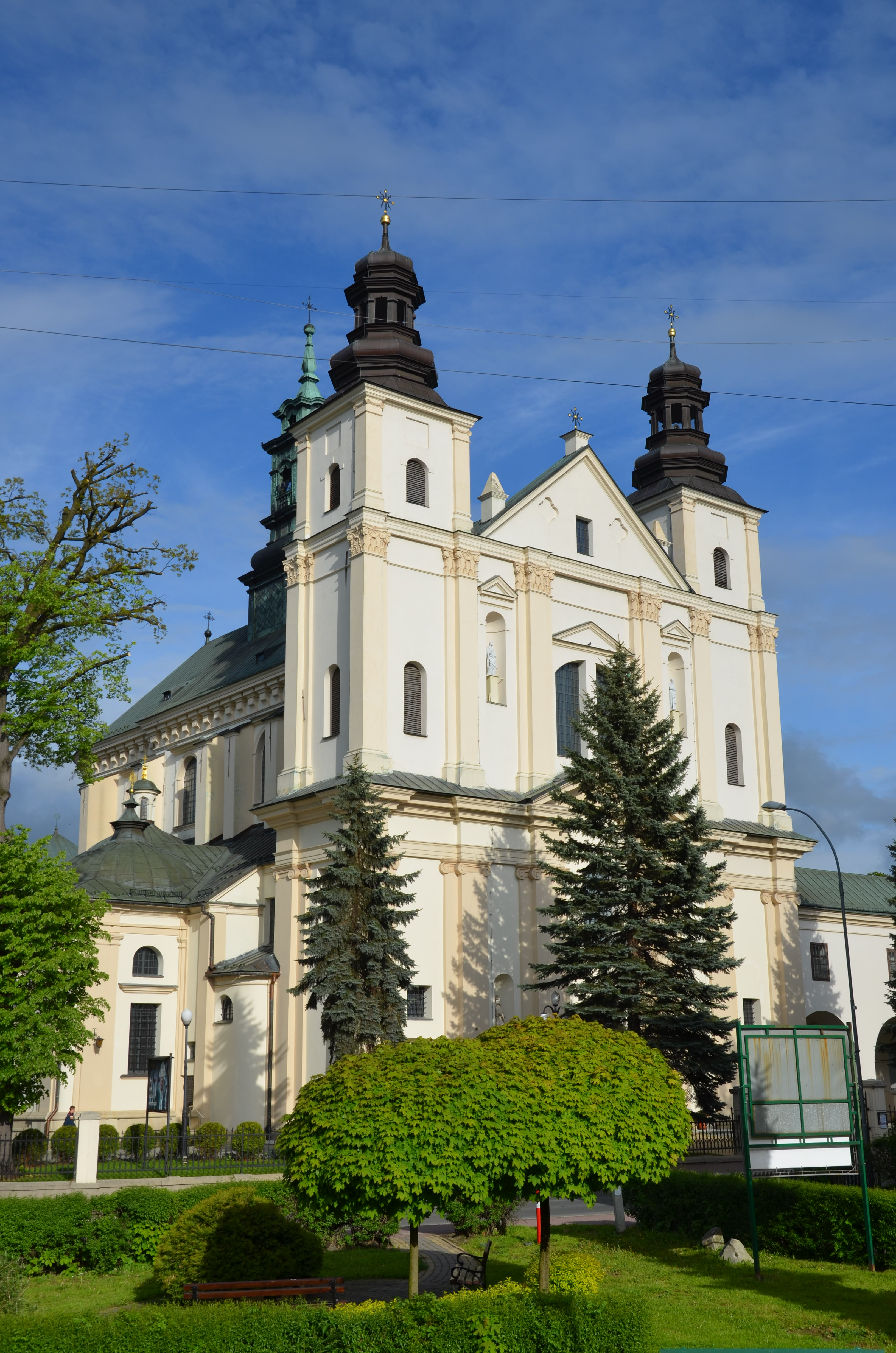
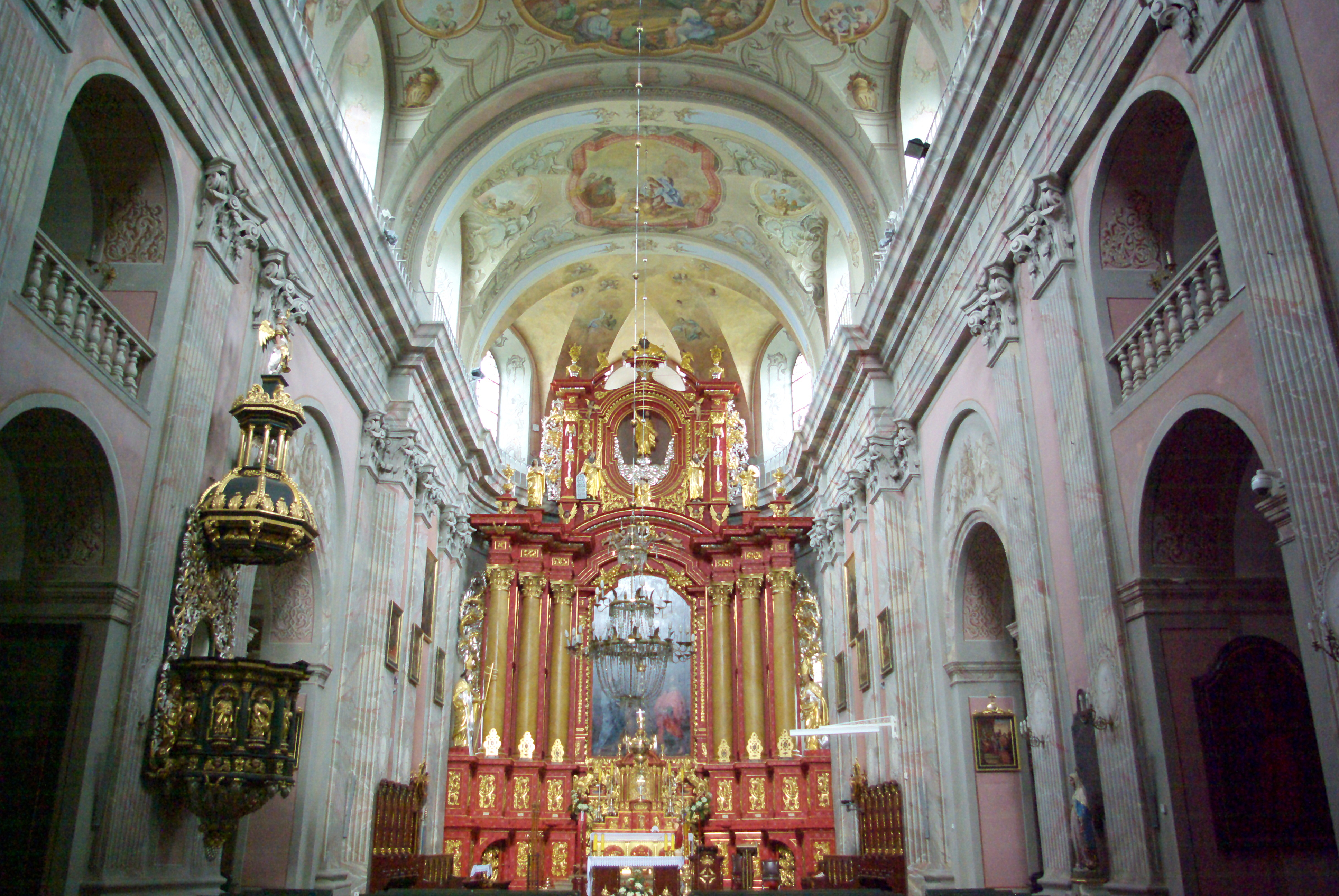
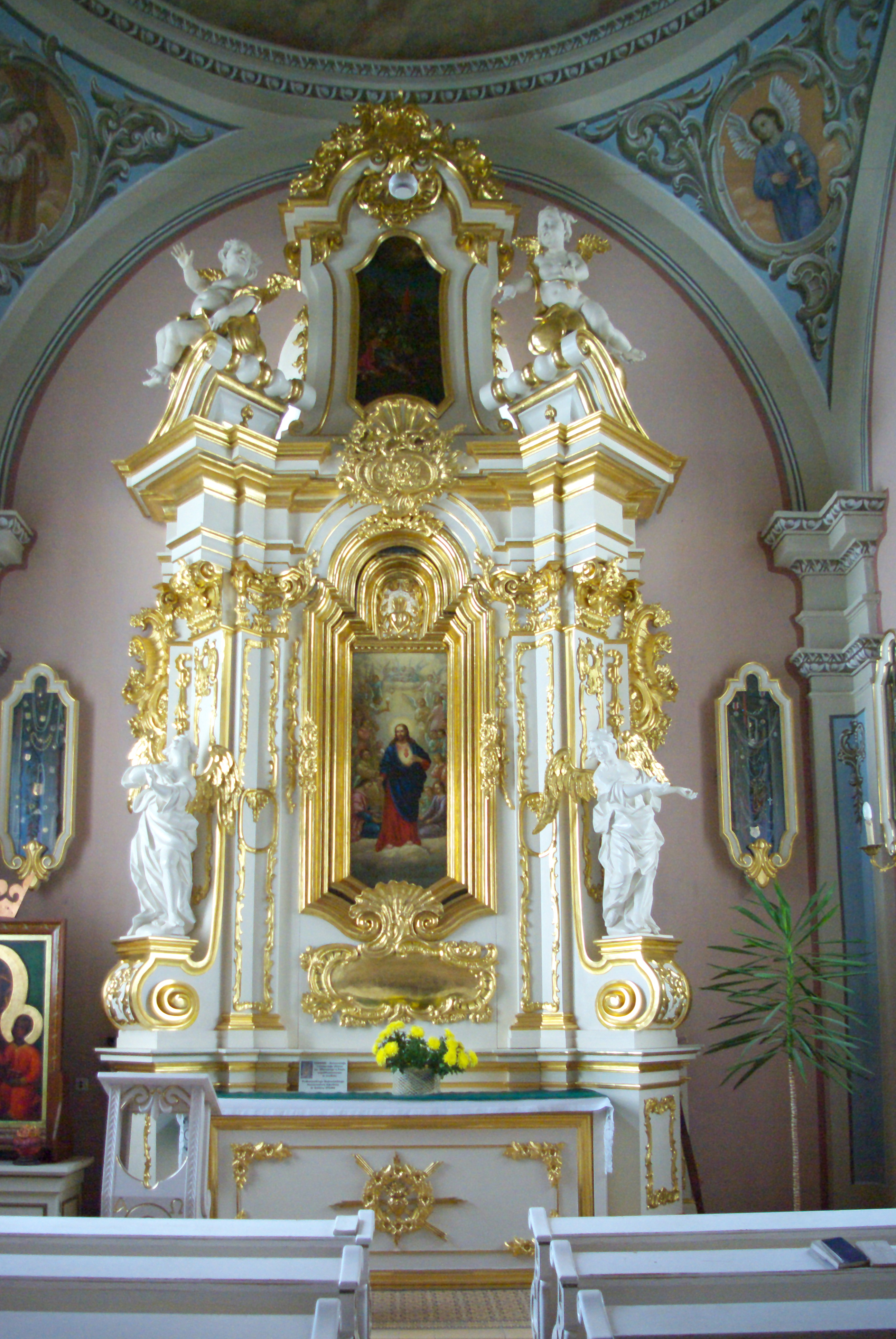
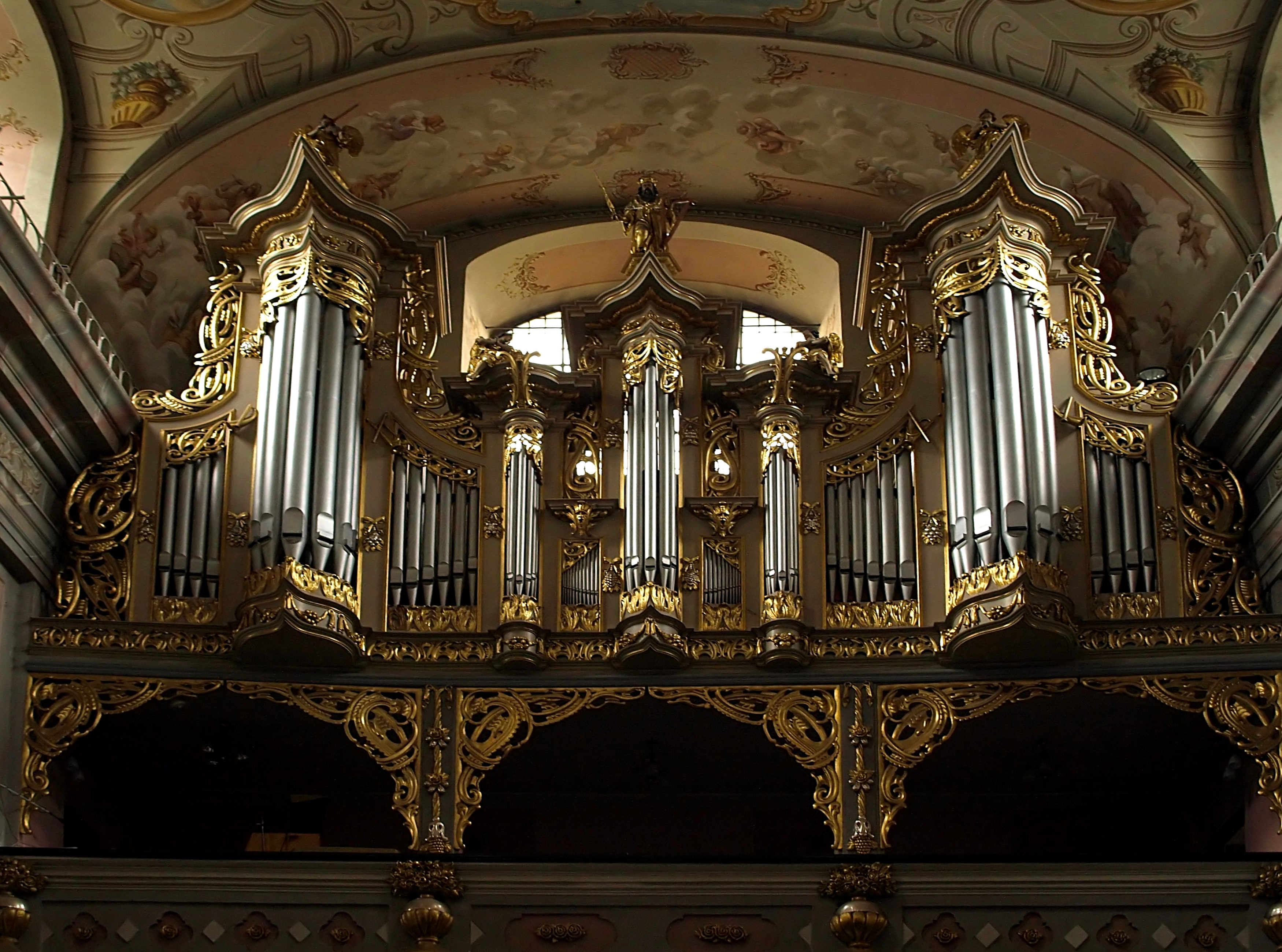
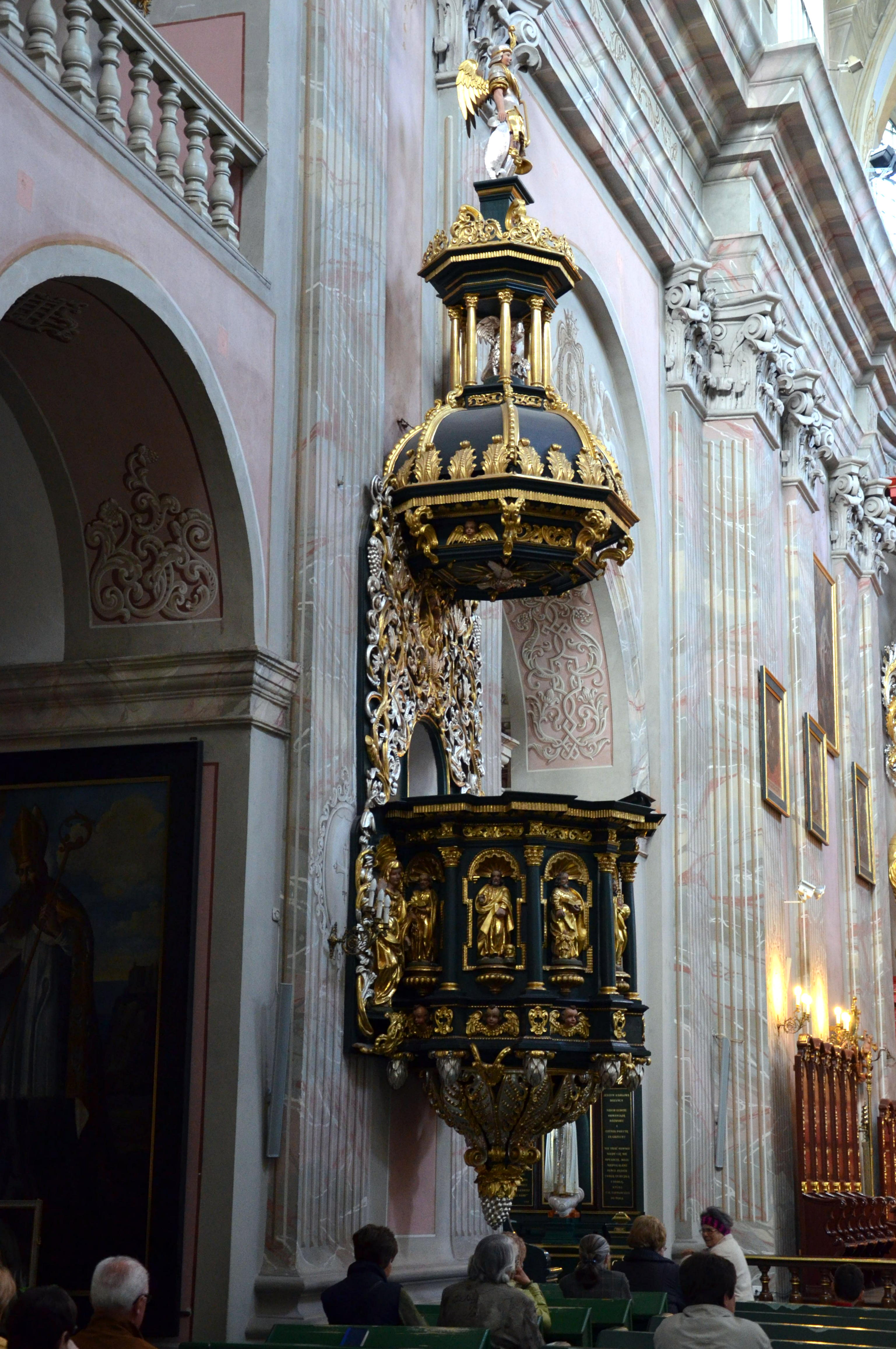
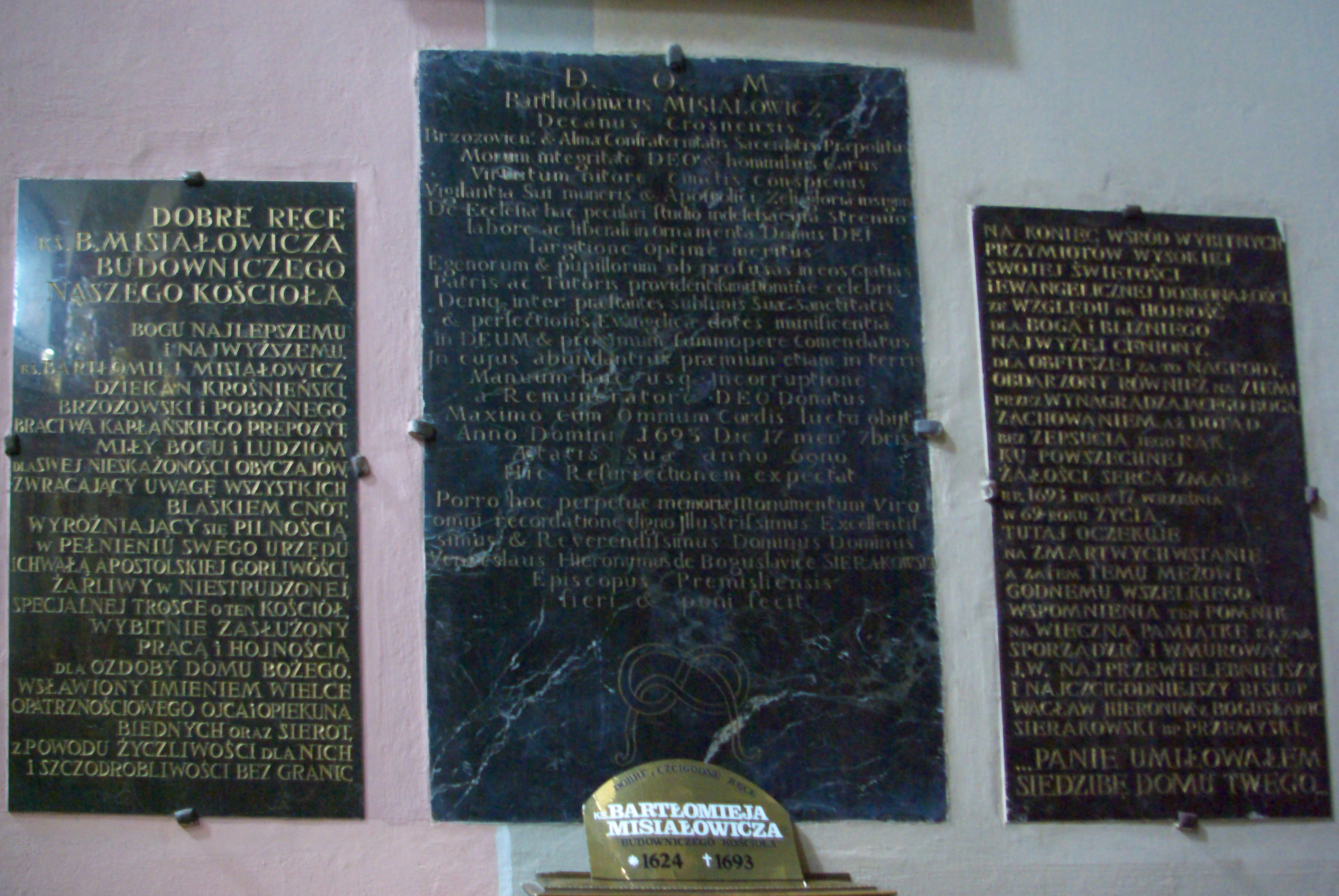
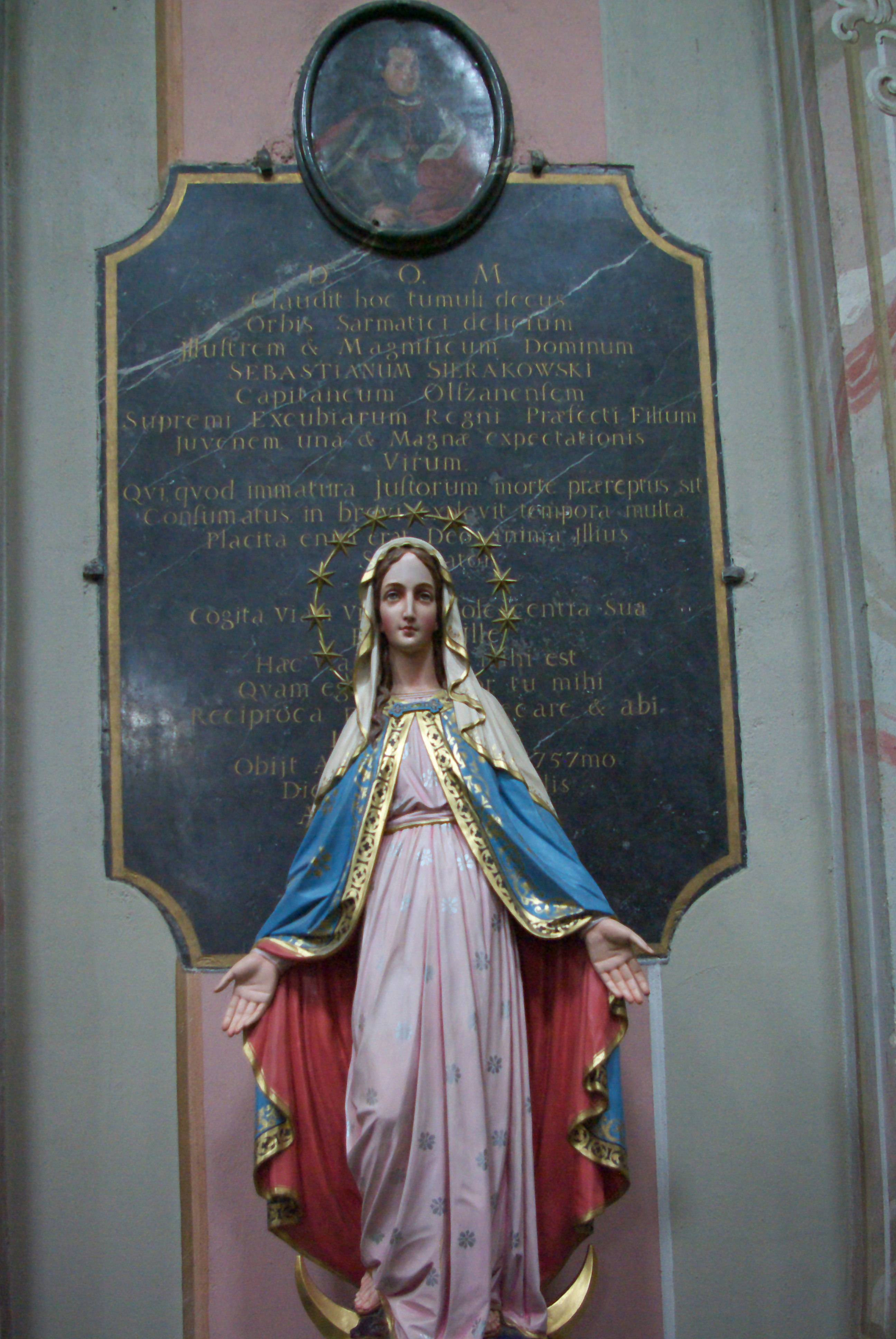